# Daniel Schneidermann
Daniel Schneidermann periodista francés, nacido en París el 5 de abril de 1958. Schneidermann se consagra particularmente al análisis de la imagen televisiva. Ejerce su actividad principalmente a través de crónicas semanales, inicialmente aparecidas en el diario Le Monde y actualmente en el periódico Libération, y también en un programa de televisión : Arrêt sur images, emitido por la cadena estatal France 5. La cadena ha decidido de forma "irrevocable" la suspensión de este espacio a partir de septiembre de 2007.

## Biografía
Tras un periodo de formación en el Centre de formation des journalistes, Daniel Schneidermann entra en 1979 en el periódico Le Monde. En 1992, empieza a realizar crónicas cotidianas de la televisión. En ellas critica la forma en que la televisión presenta la información e influye en el espectador. Schneidermann se inicia en la continuidad de la crítica televisiva iniciada treinta años antes por autores como François Mauriac ou Morvan Lebesque (ver la obra L'Œil critique - Le journaliste critique de télévision de Jérôme Bourdon y Jean-Michel Frodon).
En 1995, el éxito de sus crónicas escritas le permiten presentar un programa semanal en France 5, Arrêt sur images. Este programa salió del ingénio de Arnaud Viviant y Pierre Carles, que a la vez era productor y animador. La periodista Pascale Clark presentó el programa con él durante un año. Arrêt sur images tiene como objetivo descifrar la imagen y los discursos televisivos; con la ayuda de distintos cronistas y periodistas, analizan las derivas y los éxitos del relato de información. Pero, a pesar de la audiencia del programa, 1,5 millones de espectadores aproximadamente, el canal de televisión decide sacar de antena el programa.
Esta emisión, lo que es raro para la televisión francesa, intenta posibilitar su propia autocrítica a través de Internet. Todos los meses, la persona encargada de seguir el debate de los telespectadores en el foro d'Arrêt sur images Archivado el 17 de septiembre de 2008 en Wayback Machine., interpela a Daniel Schneidermann sobre ciertas críticas emitidas por los internautas que participan en este sitio web. 
Su último conflicto con France 5 data de septiembre de 2003. En esta ocasión Schneidermann impone a esta cadena la difusión de un documental consagrado al tratamiento de información del affaire Allègre en lugar de su propia emisión.